# Samtiden (webbtidning)
Samtiden är en svenskspråkig webbtidning som ges ut av Sverigedemokraterna. Tidningen började komma ut i slutet av maj 2014. Sedan 2016 är Dick Erixon chefredaktör och ansvarig utgivare.

## Ägare
Samtiden ges ut av Samtid och framtid, som ägs av Sverigedemokraterna genom det helägda bolaget Blåsippan AB.
Mediekanalen Riks drivs sedan december 2020 av Samtid och framtid.

## Chefredaktörer
- Jan Sjunnesson[4] 2014–2015
- Markus Jonsson[5] 2015–2016
- Dick Erixon[6] 2016–

## Konflikt mellan chefredaktören och ägaren
I februari 2015 hävdade den avträdande chefredaktören Jan Sjunnesson att han inte haft något inflytande över vad som publicerats i tidningen och att innehållet i praktiken styrts av tidigare riksdagsledamoten Erik Almqvist. "Jag har låtsats vara chefredaktör. Det är en pinsam uppgift" sa Jan Sjunnesson till Dagens Nyheter.
Martin Kinnunen, styrelseledamot i ägarbolaget, hävdade att tidningens ägare inte kände till något tillfälle då material publicerats utan ansvarige utgivares medgivande, och ville i stället förklara Sjunnessons missnöje med redaktionens omorganisering. Efter detta fick Sjunneson lämna tidningen.

## Krönikörer och skribenter
Återkommande krönikörer är kulturskribenten Eddie Råbock, ekonomen Olof Hedengren, frilansskribenten Simon O. Pettersson och teknologie dr Tomas Brandberg, tidigare lektorn vid Konstfack Jonas WE Andersson, och idéhistorikern Lars F. Eklund som varit kommunalråd och arbetat i statsrådsberedningen, liksom Nasrin Sjögren, tidigare språkrör för Kristna Värdepartiet.
Vid enskilda tillfällen har också de internationellt kända konservativa tänkarna Claes G. Ryn och Roger Scruton förekommit, liksom skribenterna Carl-Johan Ljungberg och David Lindén.